# Josh Shapiro
Joshua David Shapiro, detto Josh (Kansas City, 20 giugno 1973), è un politico statunitense, governatore della Pennsylvania dal 17 gennaio 2023 ed in precedenza procuratore generale dello stesso stato dal 2017 al 2023. In precedenza, Shapiro ha servito come rappresentante statale dal 2005 al 2012. Shapiro è membro del Partito Democratico.

## Biografia
Shapiro è nato nel giugno 1973 a Kansas City, Missouri, figlio di Steven Shapiro, un pediatra, ed è cresciuto a Dresher, una città nella contea di Montgomery, in Pennsylvania. In giovane età, Shapiro iniziò un programma di scrittura noto come "Children for Avi", dedicato agli ebrei russi. Ha frequentato il liceo presso l'Akiba Hebrew Academy, ora conosciuta come Jack M. Barrack Hebrew Academy, e poi con sede a Merion Station, Pennsylvania.
Shapiro ha giocato a basket al liceo ed è stato uno dei capitani della squadra durante il suo ultimo anno. Ha frequentato l'Università di Rochester, dove si è laureato magna cum laude nel 1995 in scienze politiche.. Mentre lavorava a Capitol Hill durante il giorno, si è anche iscritto alla Law Center dell'Università di Georgetown come studente serale e ha conseguito un dottorato in giurisprudenza nel 2002.

## Carriera politica

### Membro della Camera dei Rappresentanti della Pennsylvania (2005-2012)
Nel 2004, Shapiro si candida con il Partito Democratico per occupare il seggio n.153 alla Camera dei rappresentanti della Pennsylvania, sfidando il repubblicano John D. Fox. Shapiro concentra la propria campagna elettorale su un'istruzione pubblica di qualità e sulla tutela del sistema sanitario universale. Nel novembre 2004, Shapiro riesce a sconfiggere Fox con un margine di 10 punti percentuali, assumendo le proprie funzioni il 4 gennaio 2005.
Shapiro viene rieletto nelle elezioni del 2006, 2008 e 2010. Nel 2006, quando il Partito Democratico riesce a guadagnare il controllo della Camera dei rappresentanti della Pennsylvania, Shapiro riesce a porsi come negoziatore per la decisione del nuovo Speaker, dato che i democratici non sono riusciti a riunirsi sotto un nome unitario. Alla fine, grazie alle abili doti negoziali di Shapiro, viene eletto Speaker il repubblicano moderato Dennis O'Brien, il quale sceglie Shapiro come Vicespeaker.
Nel 2008, inoltre, Shapiro è l'unico esponente di peso dei democratici della Pennsylvania a sostenere la candidatura di Barack Obama rispetto a quella di Hillary Clinton alle elezioni presidenziali del 2008.

### Commissario della Contea di Montgomery (2012-2017)
Nel 2011, Shapiro viene eletto nel Consiglio della Contea di Montgomery, determinando il primo caso in cui i repubblicani hanno perso il controllo di Montco. I temi maggiormente affrontati nella commissione di Shapiro erano incentrati sui servizi sociali e sull'amministrazione. Un membro della commissione di nome Castor, l'unico membro repubblicano del consiglio durante il mandato di Shapiro, ha elogiato il lavoro di Shapiro, definendolo "il miglior commissario di contea che abbia mai conosciuto" e "molto bravo a raggiungere un consenso". Nel 2016, Shapiro ha votato per un aumento delle tasse dell'11%, che è stato un aumento medio di 66 dollari nelle tasse sulla proprietà.

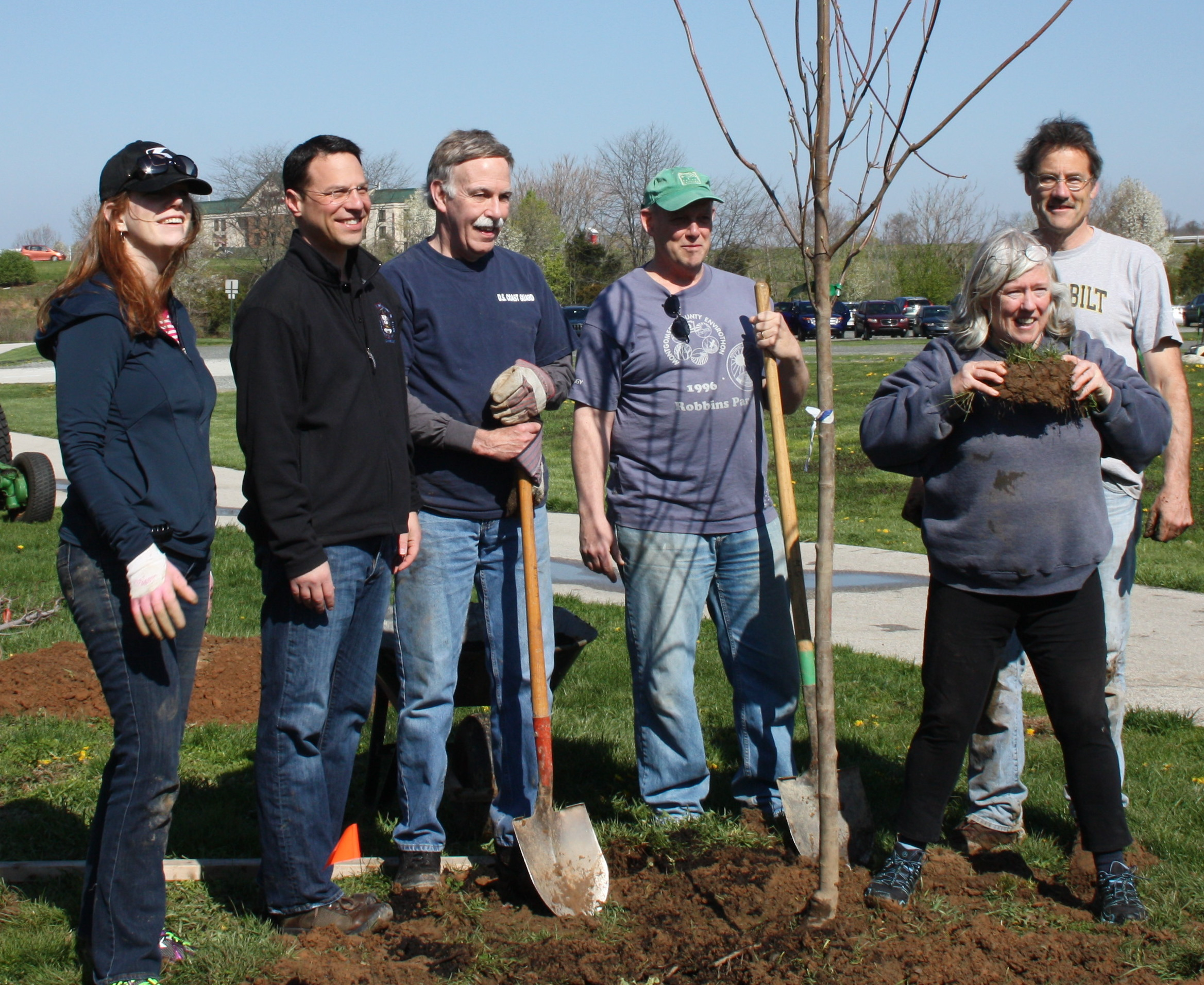
Shapiro presenzia ad un evento di piantagione di alberi in qualità di Presidente della Commissione della Contea di Montgomery. 2014.

### Procuratore Generale della Pennsylvania (2017-2023)
Shapiro si è candidato alla carica di Procuratore generale della Pennsylvania nel 2016, concentrando la propria campagna elettorale sul controllo delle armi e sulla prevenzione dagli oppioidi, e ricevendo diversi endorsements, tra cui quello del Presidente degli Stati Uniti d'America Barack Obama, quello della candidata del Partito Democratico alle elezioni presidenziali Hillary Clinton, e quello dell'ex sindaco di New York Michael Bloomberg, risultato come uno dei donatori più generosi per la campagna di Shapiro.
Alle elezioni generali Shapiro sconfigge il repubblicano John Rafferty Jr. con il 51,3% dei voti, ed è rieletto nel 2020, sconfiggendo la repubblicana Heather Heidelbaugh. In qualità di Procuratore generale, Shapiro ha diffuso i risultati di un rapporto del gran giurì in tutto lo stato che ha rivelato l'abuso di bambini da parte di sacerdoti e la copertura da parte dei leader della chiesa; ha anche aiutato a negoziare 1 miliardo di dollari per la Pennsylvania come parte di un accordo nazionale per gli oppioidi. 

### Governatore della Pennsylvania (2023-)

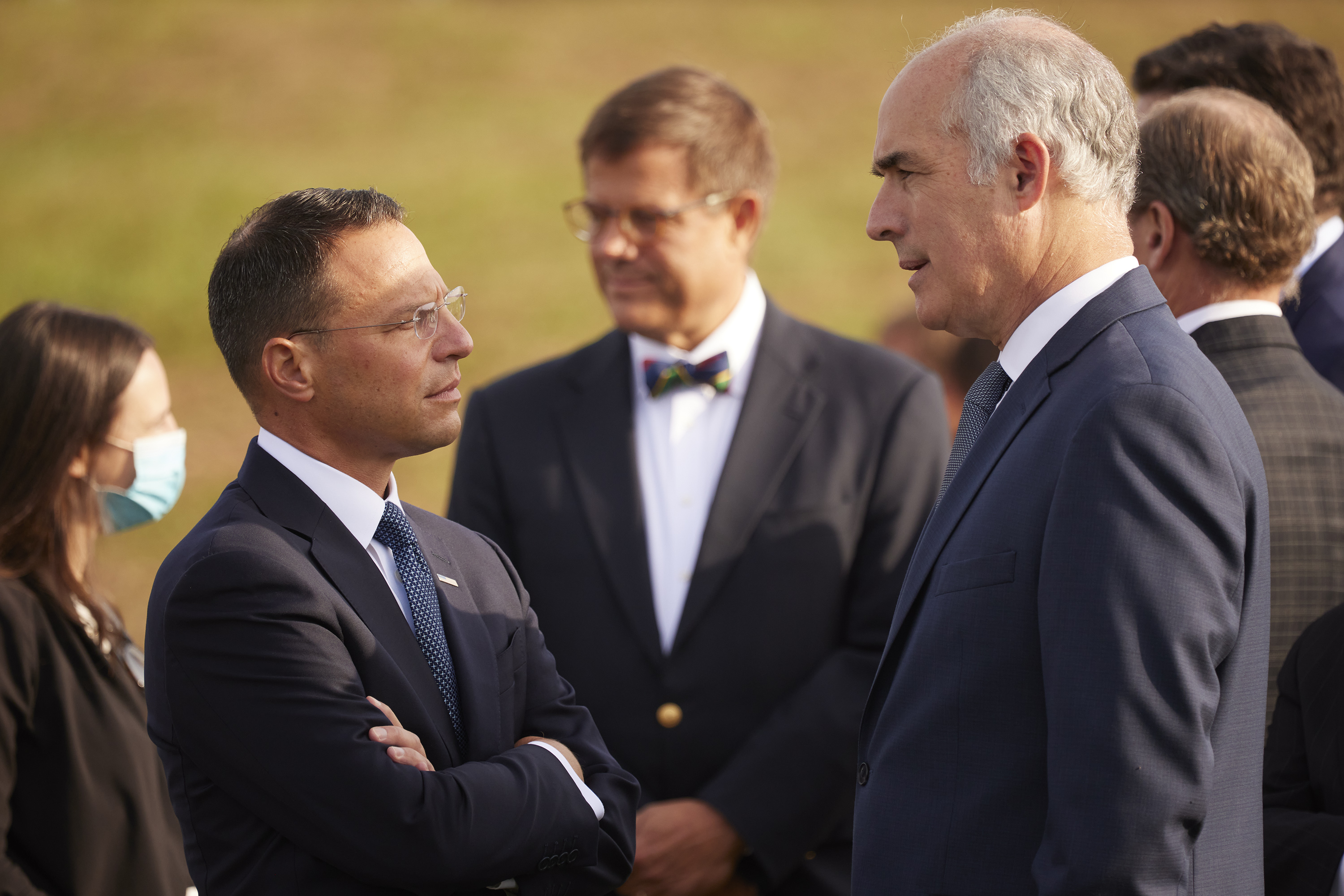
Shapiro dialoga con il senatore per la Pennsylvania Bob Casey, Jr.

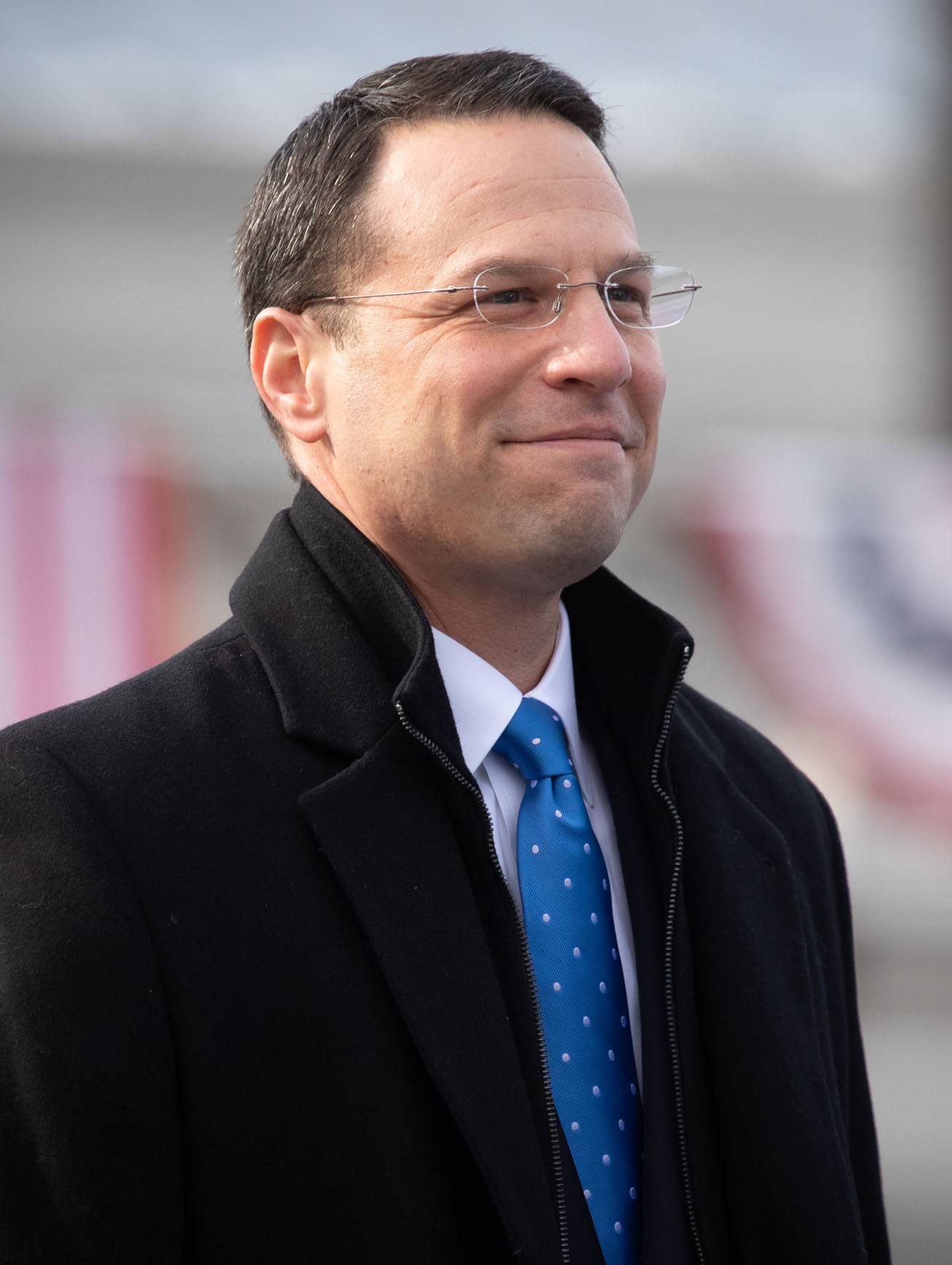
Josh Shapiro, Procuratore Generale della Pennsylvania, presenzia alla cerimonia inaugurale del Governatore della Pennsylvania Tom Wolf. Gennaio 2019

Nel 2021 ha annunciato la sua candidatura a Governatore della Pennsylvania alle elezioni governatoriali del 2022, dopo una grande attesa che vedeva Shapiro come uno dei candidati più naturali nei democratici. Ha corso incontrastato alle primarie democratiche e ha svolto una campagna elettorale incentrata sui temi del diritto all'aborto e sul diritto di voto. Shapiro ha inoltre proposto un salario minimo legale nello Stato superiore ai 15 dollari l'ora per tutte le fasce lavorative. Shapiro ha sfidato l'ultraconservatore Doug Mastriano, senatore statale ed ex militare che appoggia Donald Trump e la sua piattaforma Make America Great Again (MAGA). 
Shapiro ha inoltre ricevuto diversi appoggi ufficiali, come l'importante dichiarazione del Governatore uscente e collega di partito di Shapiro Tom Wolf, quella dell'ex Governatore Ed Rendell e dell'organizzazione Planned Parenthood, oltre che alla stragrande maggioranza dei membri del Partito Democratico del Congresso della Pennsylvania e del Congresso degli Stati Uniti d'America. Importante notare come 15 esponenti repubblicani abbiano appoggiato la candidatura di Shapiro: L'ex giudice della Pennsylvania Supreme Court Sandra Schultz, l'ex membro della Camera dei Rappresentanti federale Charlie Dent e dell'ex Segretario della Sicurezza Interna degli Stati Uniti d'America Michael Chertoff. Tutti i 15 esponenti repubblicani hanno concordato nel dichiarare che Mastriano fosse un candidato divisivo ed estremista.
Alla fine, a novembre, in una gara molto seguita, Shapiro ha sconfitto il repubblicano Doug Mastriano alle elezioni generali con il 56% dei voti contro il 41,6% delle preferenze per Mastriano, vincendo in 17 contee dello Stato

## Vita privata
Shapiro ha incontrato sua moglie, Lori, in prima media, quando entrambi frequentavano l'Accademia Ebraica di Akiba, ora Jack M. Barrack Hebrew Academy, allora alla stazione di Merion. Si sono frequentati al liceo e si sono riavvicinati dopo il college mentre entrambi vivevano a Washington. Shapiro le ha chiesto di sposarla a Gerusalemme nel 1997. Si sposarono il 25 maggio di quell'anno. 
Shapiro e sua moglie hanno quattro figli e risiedono nella residenza del governatore a Harrisburg, in Pennsylvania. Shapiro è un ebreo conservatore osservante che mantiene il kosher.